# 고양시민축구단
고양 시민 FC(Goyang Citizen Football Club)는 대한민국 경기도 고양시에 있었던 축구 선수단이다. 고양시민축구단이 운영했던 남자 세미프로 축구단이며, 2008년에 창단되었고 2022년에 해단되었다. 고양시를 연고지하고 고양어울림누리 별무리경기장을 홈 경기장으로 사용하다가 2017년 시즌엔 고양종합운동장을 홈 경기장으로 사용했다. 예산 부족으로 2018년 시즌부터 다시 별무리경기장으로 돌아갔다.

## 역사
2008년 3월 18일 창단되어 2019년까지 구 K3리그에 참가한 뒤 2020년부터 2021년까지 K4리그에 참가했으나 2022년 대한축구협회로부터 클럽 자격 상실 처분을 받으면서 2022 시즌에는 참가하지 못했고 결국 사실상 해체 수순을 밟았다.

## 시즌 결과
| 시즌 | 리그              | 팀수  | 순위  | 경기 | 승 | 무 | 패 | 득 | 실  | 승점 | FA컵 | 기타 | 감독   |
| ---- | ----------------- | ----- | ----- | ---- | -- | -- | -- | -- | --- | ---- | ---- | ---- | ------ |
| 2017 | K3리그 베이직     | 9     | 8     | 16   | 2  | 2  | 12 | 16 | 40  | 5    |      |      | 김진옥 |
| 2016 | K3리그            | 20    | 19    | 19   | 1  | 0  | 18 | 13 | 64  | 3    |      |      | 김진옥 |
| 2015 | K3리그(B조)       | 18(9) | 16(8) | 25   | 7  | 1  | 17 | 31 | 57  | 22   |      |      | 김진옥 |
| 2014 | 챌린저스리그(A조) | 18(9) | 17(8) | 25   | 3  | 3  | 19 | 29 | 60  | 12   |      |      | 김진옥 |
| 2013 | 챌린저스리그(A조) | 18(9) | 17(9) | 25   | 3  | 2  | 20 | 31 | 74  | 11   |      |      | 김진옥 |
| 2012 | 챌린저스리그(B조) | 18(9) | 15(9) | 25   | 5  | 7  | 13 | 44 | 60  | 21   |      |      | 김진옥 |
| 2011 | 챌린저스리그(B조) | 16(8) | 16(8) | 22   | 3  | 4  | 15 | 24 | 56  | 13   |      |      | 김진옥 |
| 2010 | K3리그(A조)       | 18(9) | 18(9) | 25   | 1  | 2  | 22 | 24 | 86  | 5    |      |      | 김진옥 |
| 2009 | K3리그            | 17    | 15    | 26   | 4  | 1  | 21 | 24 | 99  | 13   |      |      | 김진옥 |
| 2008 | K3리그 전기       | 16    | 16    | 15   | 1  | 1  | 13 | 19 | 67  | 4    |      |      | 김진옥 |
| 2008 | K3리그 후기       | 15    | 15    | 14   | 1  | 3  | 10 | 23 | 53  | 6    |      |      | 김진옥 |
| 2008 | K3리그 통합       | 15    | 15    | 29   | 2  | 4  | 23 | 42 | 120 | 10   |      |      | 김진옥 |